# Aeroporto de Podgoritza
O Aeroporto de Podgoritza (Аеродром Подгорица, em montenegrino) (IATA: TGD, ICAO: LYPG) é um aeroporto internacional localizado em Golubovci, 11 km ao sul de Podgoritza, a capital de Montenegro. É o principal hub da Montenegro Airlines.

## Linhas aéreas e destinos
- Adria Airways (Ljubljana)
- Austrian Airlines (Viena)
- DI Air (Bari, Skopje)
- Croatia Airlines (Zagreb)
- Jat Airways (Belgrado)
- Montenegro Airlines (Bari, Belgrado, Brindisi, Frankfurt, Ljubljana, Nápoles, Paris-Charles de Gaulle, Roma-Fiumicino, Skopje, Viena, Zurique)
- Moskovia Airlines (Moscou-Domodedovo)
- S7 Airlines (Moscou-Domodedovo)